# John Vanderlyn
John Vanderlyn (* 18. Oktober 1775 in Kingston, Provinz New York; † 23. September 1852 ebenda) war ein amerikanischer Maler.

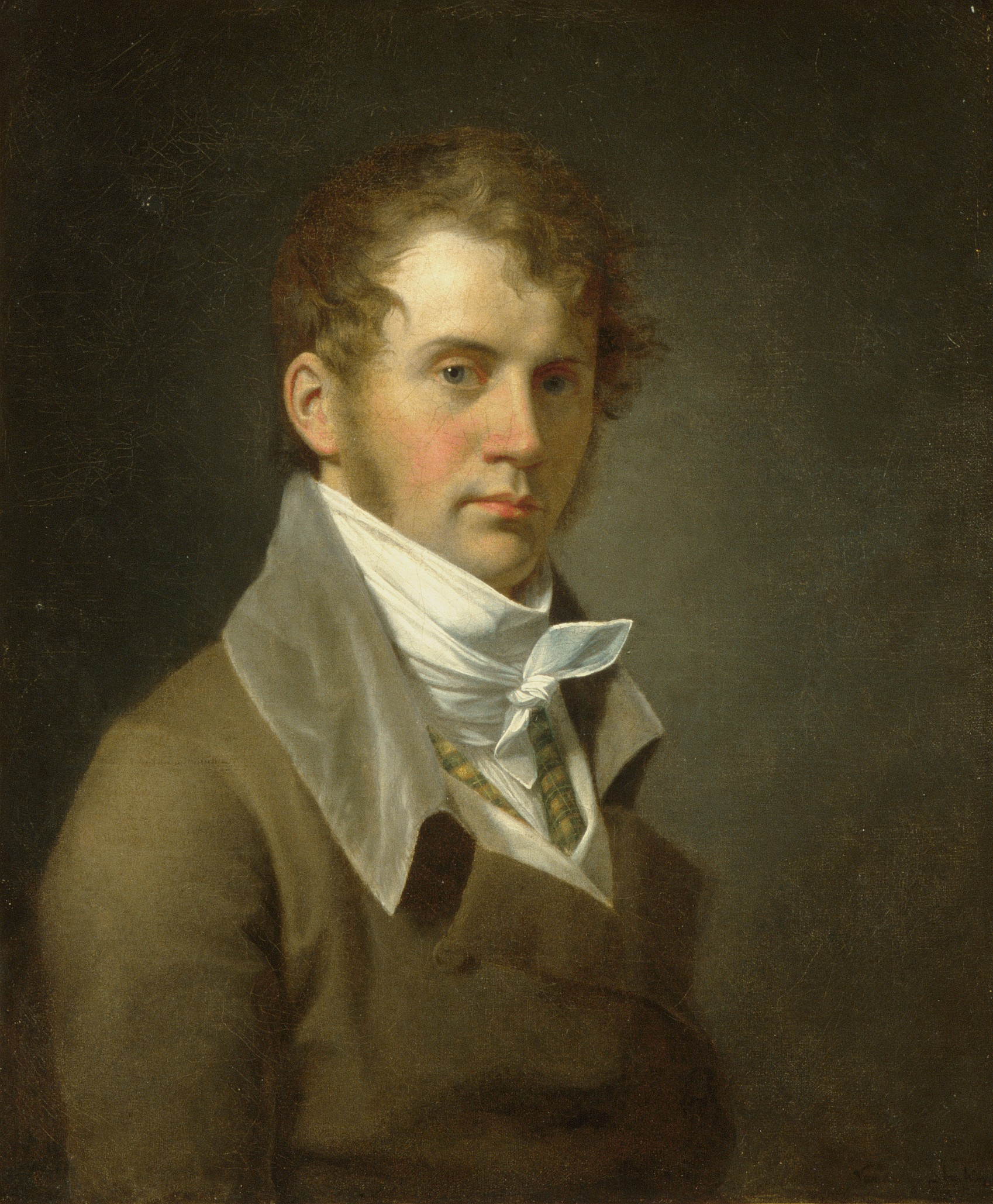
Selbstporträt Vanderlyns, Paris 1800 (Metropolitan Museum of Art)

## Leben
Bereits Vanderlyns Großvater und Vater waren Maler. Ersterer, Pieter Vanderlyn (1687–1778) wanderte aus Holland nach New York ein und fertigte vornehmlich Porträts an. Dessen Sohn, Nicholas Vanderlyn (1723–1810), ein Glasermaler, vertrieb auch Malerbedarf. Nach seiner Ausbildung an der renommierten Kingston Academy ging John Vanderlyn bei dem Mallehrer und Händler von Drucken Thomas Barrow in New York in Lehre. Von 1792 an belegte er zwei Jahre lang Kurse an der Columbian Academy. Aus dieser Zeit, 1793, stammt das Porträt seines Bruders Nicholas Vanderlyns, welches als das älteste noch erhaltene gilt. Es wird im Senate House State Historic Site in Kingston aufbewahrt. 1794 lernte er in Barrows Laden Gilbert Stuart kennen und durfte in dessen Atelier in Philadelphia einziehen.
Dank der Patronage Aaron Burrs, der ihn in Stuarts Atelier entdeckte, konnte er zunächst Stuarts Assistent werden sowie später als erster amerikanischer Maler, der auch in Paris ausgebildet wurde, in die Geschichte eingehen. Burr und Vanderlyn fanden, dass man eine für die junge amerikanische Republik geeignete Kunst eher im revolutionären Frankreich denn in Großbritannien erlernen könne. In Paris war Vanderlyn dann 1800 auch der erste Amerikaner, der im Pariser Salon ausstellte und gar einen Preis gewann. So nimmt es nicht wunder, dass er zu den Vertretern des französischen Klassizismus gezählt wird. Er studierte zwei Jahre an der Académie de Peinture der École des beaux-arts bei François-André Vincent. Nachdem Burr aufgrund eines finanziellen Engpasses ihm ab Ende 1798 oder zu Beginn des Jahres 1799 keinen Unterhalt mehr zahlen konnte, verlegte sich Vanderlyn auf das Porträtieren amerikanischer Touristen, so z. B. den Politiker Elbridge Gerry. Er weilte noch bis 1801 in Paris.
Aaron Burr schlug Vanderlyn nach dessen Rückkehr nach New York vor, eine Serie mit den Niagarafällen als Motiv zu malen, was dieser bis 1803 auch tat. Nach diesen Bildern fertigte er später Stiche an. Die Fälle waren auch noch ein Vierteljahrhundert später, 1827 sowie 1837, Thema seiner Arbeit. Vanderlyn erhielt vom Common Council New Yorks den Auftrag John Jay zu porträtieren, doch schützte dieser aus politischen Gründen Krankheit vor. In der Yale University Art Gallery befinden sich zwei Gemälde aus dem Jahr 1802. Zum einen ein Porträt Aaron Burrs, zum anderen eines seiner Tochter Theodosia Burr Alston.

Porträt Aaron Burrs, New York 1802 (Yale University Art Gallery)

The Death of Jane McCrea, Paris 1804 (Wadsworth Atheneum)

Edward und Robert R. Livingston wollten die zweite Europareise Vanderlyns finanzieren. Er sollte gegen ein ansehnliches Gehalt für die eben eröffnete New York Academy of Fine Arts sowohl Kopien der Alten Meister als auch Gipsabgüsse von antiken Skulpturen der Sammlungen Paris’, Florenz’ und Roms anfertigen. Doch hielten sich die Livingstons nicht an diese Abmachung und kündigten 1804 einseitig den Vertrag. Während seines Aufenthalts in Paris malte Vanderlyn ein Porträt Robert Livingstones und sein erstes Historienbild. Inspiriert vom Gedicht Joel Barlows The Columbiad schuf er The Death of Jane McCrea (Der Tod der Jane McCrea). Barlow, den er noch von seinem ersten Paris-Aufenthalt her kannte, hatte ihn beauftragt, doch nach der Fertigstellung verlangte Vanderlyn einen Preis, der über dem vereinbarten lag, was zu einer Missstimmung zwischen den beiden führte.
1805 ging Vanderlyn für drei Jahre nach Rom, wo er nun für andere Auftraggeber Kopien malte. Beflügelt von dem Duell zwischen Burr und Alexander Hamilton entstand dort 1807 ein weiteres Historienbild namens Marius Amid the Ruins of Carthage. Es ist heute Teil der Sammlung der Fine Arts Museums of San Francisco. In Rom bekam er Lob für dieses Werk, in Paris 1808 jedoch den oben bereits erwähnten Preis des Pariser Salons, die médaille d'encouragement von Napoléon. In Paris setzte er sein Kopieren und das Porträtieren fort, aber beendete mit seiner Ariadne Asleep on the Island of Naxos, die als eines seiner Meisterwerke gilt, einen der ersten Akte eines amerikanischen Malers.
1814 begann er mit dem lang geplanten Projekt, ein Panorama des Schlosses und der Gärten von Versailles zu schaffen. Hierzu setzte er, um eine möglichst realitätsgenaue Darstellung zu erreichen, eine Camera obscura ein. Somit konnte er auch nach seiner Rückkehr nach New York im darauf folgenden Jahr daran weiter arbeiten. Für das um 1820 fertiggestellte Werk ließ er eigens eine Rotunde in einem New Yorker Park errichten – gegen Eintrittsgeld konnten Besucher dort das Panorama bewundern. Für die von ihm privat betriebene Rotunde mietete er auch Panoramabilder anderer Maler etwa von Paris, Athen oder Genf an, doch erwies sich das Geschäftsmodell nicht als rentabel. Heute befindet sich das Gemälde als Geschenk der Senate House Association Kingstons im Metropolitan Museum of Art. Es war v. a. der mit Versailles assoziierte anti-demokratische Einschlag, der das Projekt zum finanziellen Debakel werden ließ. Dennoch ging er mit ihm auf Tour, Ausstellungsorte waren z. B. Charleston, New Orleans oder Havanna.
In der Rivalität zwischen Vanderlyn und John Trumbull um die Position des führenden amerikanischen Historienmalers trafen nicht nur zwei Malschulen, Trumbull bediente sich des britischen Grand Styles, sondern auch zwei politische Einstellungen aufeinander. Während Vanderlyn der Demokratisch-Republikanischen Partei nahestand, unterstützte Trumbull die Föderalisten. Mit der Ernennung Trumbulls 1817 zum Präsidenten der American Academy of Fine Arts verlor Vanderlyn diesen Wettbewerb.
Doch verschafften Vanderlyn seine meisterlichen Porträts ihm im gleichen Jahr noch den Auftrag der Stadt New York für ein Bildnis des Präsidenten James Monroe. Vanderlyn gehörte 1826 auch zu den Gründungsmitgliedern der National Academy of Design. 1837 bekam auch er die Gelegenheit ein Historienbild für die Rotunde des Capitols zu schaffen: Zehn Jahre dauerte es, bis er und Assistenten das Werk Landing of Columbus at the Island of Guanahani, West Indies, 12 October 1492 in Öl fertigstellten.

## Werk
Die Mehrzahl von Vanderlyns Werken sind Porträts. Weniger zahlreich vertreten sind Historien- und Landschaftsbilder.
Das für die Rotunde des Capitols geschaffene Gemälde zur Landung Christoph Kolumbus’ gilt trotz der Bemühungen Vanderlyns um Realismus als eine der besten Versinnbildlichungen des Manifest Destiny.

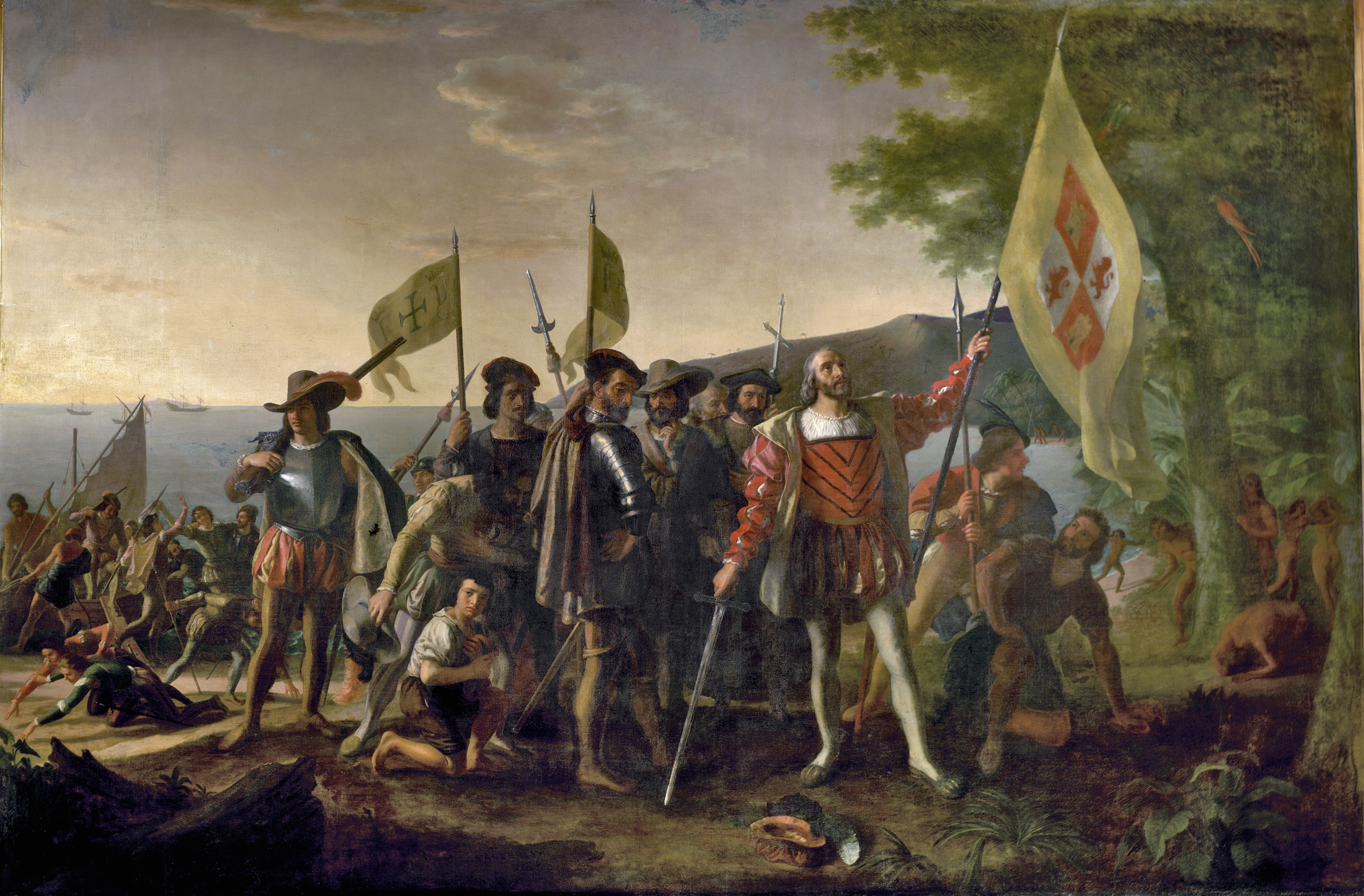
Landing of Columbus at the Island of Guanahani, West Indies, 12 October 1492, 1836–47, Öl auf Leinwand, 366 × 549 cm, in der Rotunde des United States Capitols
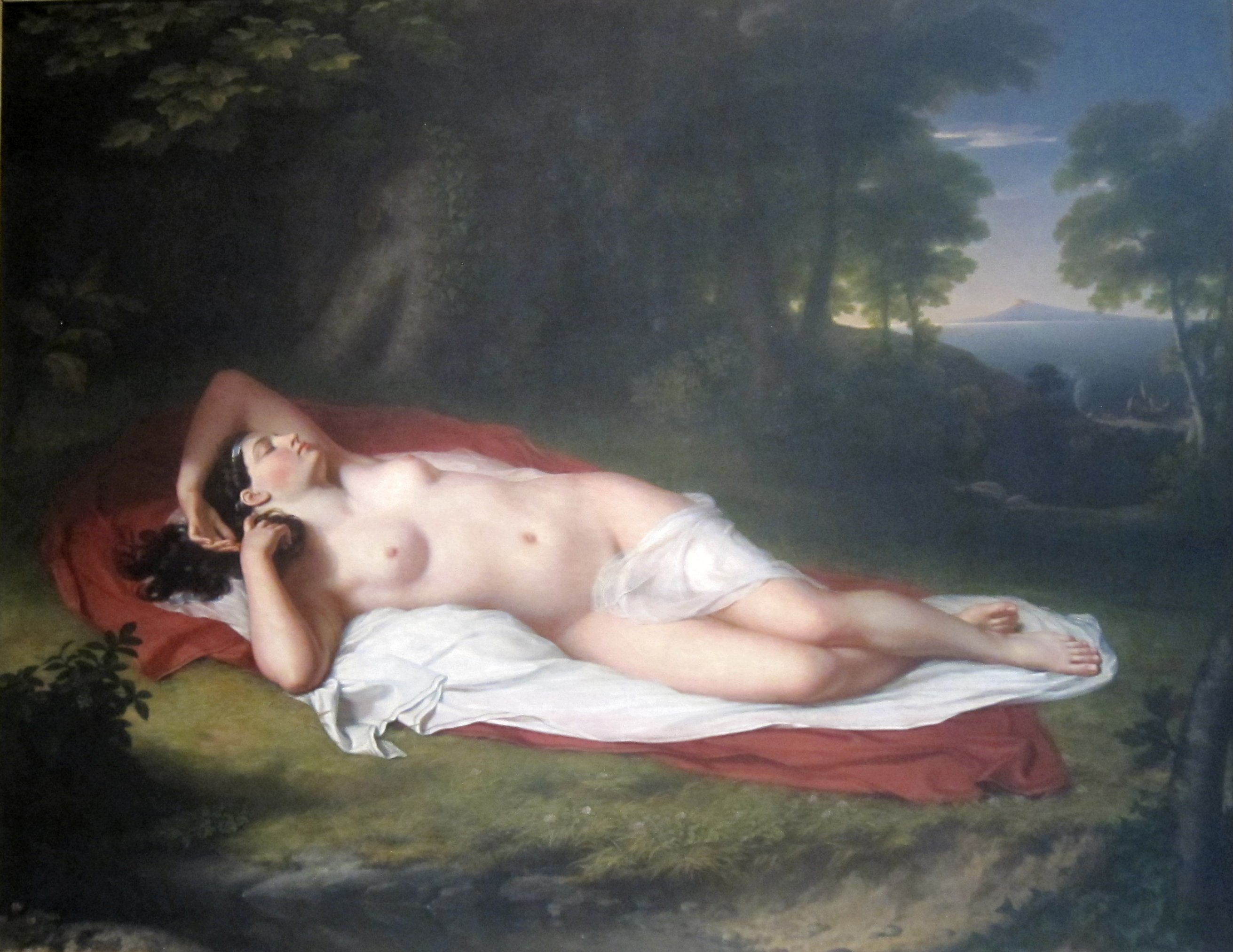
Die schlafende Ariadne auf Naxos (Ariadne Asleep on the Island of Naxos), circa 1808–1812, Öl auf Leinwand, 175 × 224 cm, Pennsylvania Academy of the Fine Arts (Philadelphia)
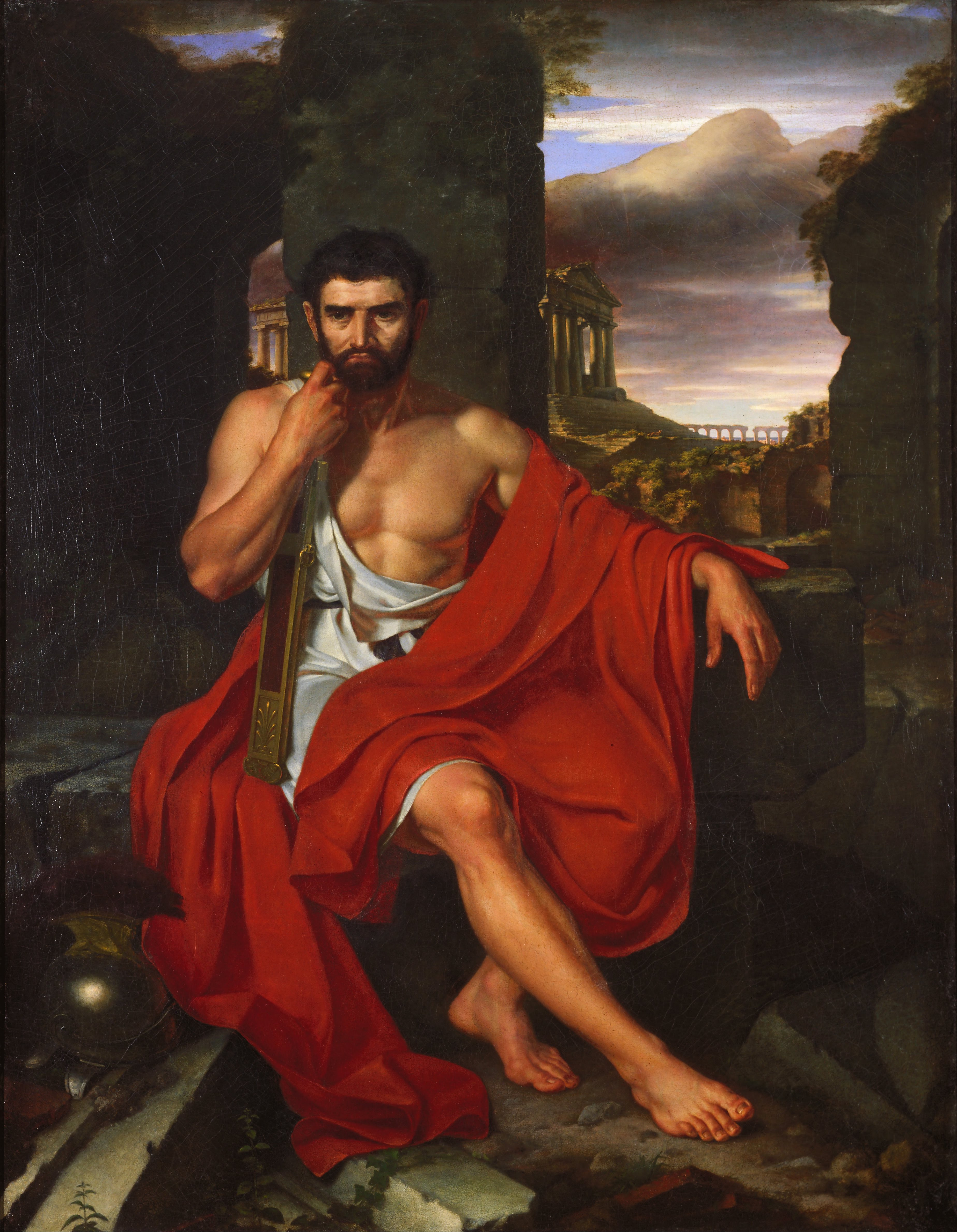
Marius meditiert auf den Trümmern von Karthago (Marius Amid the Ruins of Carthage), 1807, Öl auf Leinwand, 221 × 174 cm, Fine Arts Museums of San Francisco
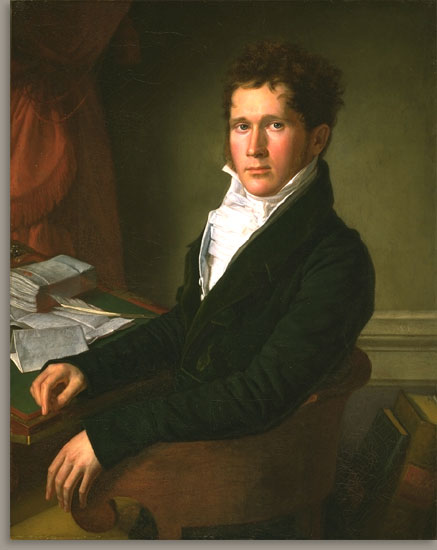
Porträt Sampson Vryling Stoddard Wilders, circa 1808–12, Öl auf Leinwand, 92,4 × 73,3 cm, Worcester Art Museum